# Sigel
En sigel (udtales [ˈsiˀjəl]) er betegnelsen for et lille billede eller et særligt tegn, der bruges i en tekst som en forkortelse eller en ekstra oplysning om et ord. Eksempler er copyrightmærket ©, der angiver en ophavsretlig beskyttelse, og-tegnet & samt pundtegnet £ (oprindelig en version af bogstavet L) for pund sterling. Et tredje eksempel er indsættelsen af et anker ved angivelse af maritime udtryk i eksempelvis ordbøger.

## Etymologi
Ordet "sigel" kommer af latin sigla ("forkortelsestegn"), der er afledt af sigillum, der betyder "lille billede" og i sig selv er et diminutiv til signum, der betyder "tegn" eller "segl".